# Phylloscopus nitidus
A kaukázusi füzike (Phylloscopus nitidus) a verébalakúak (Passeriformes) rendjébe, ezen belül a füzikefélék (Phylloscopidae) családjába és a Phylloscopus nembe tartozó faj. 10-11 centiméter hosszú. Költési területe Délnyugat-Ázsia északi része, telelni Dél-Ázsia déli részére vonul. Az erdős területeket kedveli. Többnyire rovarokkal táplálkozik. Májustól júliusig költ.

## Fordítás
- Ez a szócikk részben vagy egészben  a   Green warbler című angol Wikipédia-szócikk fordításán alapul.  Az eredeti cikk szerkesztőit annak laptörténete sorolja fel. Ez a jelzés csupán a megfogalmazás eredetét és a szerzői jogokat jelzi, nem szolgál a cikkben szereplő információk forrásmegjelöléseként.